# La Vie silencieuse de Marianna Ucria
Pour plus de détails, voir Fiche technique et Distribution.
La Vie silencieuse de Marianna Ucria (Marianna Ucrìa) est un film franco-italien réalisé par Roberto Faenza, adapté d'un roman de Dacia Maraini et sorti en 1997.

## Synopsis
Au début du XVIIIe siècle, dans une ville sicilienne, le duc Signoretto amène sa nièce de douze ans, Marianna Ucria, qui, sourde-muette, communique à travers un tableau noir, à assister à une pendaison, espérant que l'exécution pourrait créer un choc  et lui rendre la parole.  Maria,   force sa fille à épouser le vieux cousin de son mari, Pietro, avec qui Marianna aura trois enfants au cours des quatre années suivantes.

## Fiche technique
- Titre original : Marianna Ucrìa
- Titre français : La Vie silencieuse de Marianna Ucria
- Réalisation : Roberto Faenza
- Scénario : Roberto Faenza, Sandro Petraglia et Francesco Marcucci d'après le roman de Dacia Maraini
- Photographie : Tonino Delli Colli
- Montage : Roberto Perpignani
- Musique : Franco Piersanti
- Pays d'origine :  Italie -  France
- Genre : drame
- Date de sortie : 1997

## Distribution
- Emmanuelle Laborit : Marianna Ucria
- Bernard Giraudeau : Grass
- Laura Morante : Maria
- Philippe Noiret : Duca Signoretto
- Laura Betti : Giuseppa
- Leopoldo Trieste : Pretore Camaleo
- Lorenzo Crespi : Saro
- Roberto Herlitzka : Duca Pietro
- Silvana Gasparini : Fiammetta
- Fabrizio Bentivoglio
- Olivia Magnani